# اکستریم (گروه موسیقی)
اکستریم (به انگلیسی: Extreme) یک گروه راک آمریکایی است که در بوستون، ماساچوست، در سال ۱۹۸۵ تشکیل شد و در اواخر دههٔ ۱۹۸۰ و اوایل دههٔ ۱۹۹۰ به اوج محبوبیت خود رسید. آنها از زمان تشکیل خود شش آلبوم استودیویی، دو آلبوم چندآهنگه (در ژاپن) و دو آلبوم تلفیقی منتشر کرده‌اند. این گروه با فروش بیش از ۱۰ میلیون آلبوم در سراسر جهان، یکی از موفق‌ترین بازیگران راک در اوایل دههٔ ۱۹۹۰ بود.
اکستریم با آلبوم پورنوگرافیتی در سال ۱۹۹۰ به بزرگ‌ترین موفقیت خود دست یافت که در رتبهٔ ۱۰ بیلبورد ۲۰۰ قرار گرفت و در مه ۱۹۹۱ گواهی‌نامهٔ طلا و در اکتبر ۱۹۹۲ دو برابر پلاتین دریافت کرد. این آلبوم دارای تک آهنگ تصنیف آکوستیک «بیشتر از کلمات» بود که به شمارهٔ ۱ در بیلبورد هات ۱۰۰ در ایالات متحده رسید.

## تاریخچه

### سال‌های ۱۹۸۹–۱۹۸۵: تشکیل و اولین آلبوم
اکستریم در بوستون، ماساچوست، در سال ۱۹۸۵ تشکیل شد. گری چرون خواننده و پل گری درامر در سال ۱۹۷۹ در گروهی به نام «Adrenalin» حضور داشتند. سپس آنها همچنین در سال ۱۹۸۰ عضو گروهی به نام «The Dream» بودند. تلویزیون سی بی اس حق نام «The Dream» را برای یک مجموعهٔ تلویزیونی کوتاه مدت به نام «Dreams» خریداری کرد؛ بنابراین، آنها مجبور شدند نام گروه را تغییر دهند. نونو بتنکورت نوازندهٔ گیتار در گروهی به نام Sinful بود و نوازندهٔ بیس پت بجر در حال نواختن با یک بازیگر کالج برکلی به نام In The Pink بود. بتنکورت در سال ۱۹۸۵ در گروه جدیدی به چرون و گری پیوست و پس از آن بجر در سال ۱۹۸۶به آنان ملحق شد. این چهار نفر نام «اکستریم» را انتخاب کردند زیرا به‌نظر می‌رسد «ex-Dream»، اشاره‌ای به گروه قبلی گری و چرون، «The Dream» باشد. گری و نونو بارها با یکدیگر مسیر اشتراکی داشتند زیرا برادر گری، مارک و برادر نونو، پائولو، در یک گروه محلی معروف بوستون به نام «Flesh» حضور داشتند.
چرون و بتنکورت با هم شروع به نوشتن آهنگ کردند و گروه به‌طور مداوم در منطقه نیوانگلند اجرا می‌کرد. اکستریم طرفداران زیادی در منطقه پیدا کرد و در جوایز موسیقی بوستون در سال‌های ۱۹۸۶ و ۱۹۸۷ به عنوان «قانون برجستهٔ هارد راک/هوی متال» انتخاب شدند.
تا زمانی که برایان هاتنهاور، کارگردان ای-اند-ام، در سال ۱۹۸۷ با ای-اند-ام رکوردز قرارداد امضا کرد، گروه چندین آهنگ اصلی را جمع‌آوری کرده بود (که به زودی در سال ۱۹۸۸ به پلی گرام فروخته شد). این گروه اولین آلبوم خود را با نام خود اکستریم ضبط کرد که در مارس ۱۹۸۹ منتشر شد. اولین تک‌آهنگ «Kid Ego» بود، آهنگی که چرون بعداً اعتراف کرد که او را به وحشت انداخت. آهنگ آخر آلبوم، «با من بازی کن»، به عنوان آهنگ «تعقیب و گریز» در فیلم ماجراجویی بسیار عالی بیل و تد استفاده شد.

### سال‌های ۱۹۹۳–۱۹۹۰: آلبوم پورنوگرافیتی، آلبوم سومین جنبه‌های هر داستان، و جریان اصلی موفقیت
فروش اولین ضبط اکستریم برای پشتیبانی از انتشار آلبوم دوم کافی بود. مایکل واگنر، که قبلاً با گروه‌های داکن و وایت لاین کار کرده بود، برای تولید آلبوم اکستریم ۲: پورنوگرافیتی گروه در سال ۱۹۹۰ استخدام شد.
این آلبوم که اشعار چرون و نوازندگی گیتار بتنکورت را به نمایش می‌گذاشت، ترکیبی از صداهای فانک، پاپ و گلم متال بود. «رقص انحطاط» و «فانک را بیرون بیاور» به عنوان تک‌آهنگ منتشر شدند. «فانک را بیرون بیاور» در ژوئن ۱۹۹۱ به رتبهٔ ۱۹ جدول بریتانیا رسید. با این حال، هیچ‌کدام از تک‌آهنگ‌ها در ابتدا در ایالات متحده موفقیت‌آمیز نبودند، و زمانی که ای-اند-ام سومین تک‌آهنگ را برای تعدادی از ایستگاه‌های رادیویی ایالات متحده فرستاد، آلبوم از جدول سقوط کرد.
تصنیف آکوستیک «بیش از کلمات» در ۲۳ مارس ۱۹۹۱ در شمارهٔ ۸۱ وارد بیلبورد هات ۱۰۰ شد. این آهنگ بعدها به یک جهش بزرگ تبدیل شد و به شمارهٔ ۱ در بیلبورد هات ۱۰۰ در ایالات متحده رسید. تک‌آهنگ بعدی، «سوراخ قلب»، یکی دیگر از آهنگ‌های آکوستیک، نیز موفق بود و به رتبهٔ ۴ در همان جدول پاپ رسید.
گروه در سال ۱۹۹۲ شروع به ضبط سومین آلبوم خود کرد. حضور آنها در کنسرت بزرگداشت فردی مرکوری در آوریل ۱۹۹۲ جلسات ضبط را قطع کرد، اما گروه را فراتر از گروه هوی متال قرار داد. اکستریم با پخش یک ادغام در مراسم ادای احترام و همچنین «عشق زندگی من» و «بیشتر از کلمات» به صورت آکوستیک، تعداد قابل توجهی از طرفداران را همراه با طرفداران کوئین به دست آورد. در سخنرانی مقدماتی قبل از اجرا، برایان می خاطرنشان کرد که آنها «احتمالاً بیشتر از هر گروه دیگری در این سیاره بودند، افرادی که دقیقاً می‌دانند که کوئین در تمام این سال‌ها دربارهٔ چه چیزی بوده است و فردی در تمام این سال‌ها دربارهٔ چه چیزی بوده است».
آلبوم سومین جنبه‌های هر داستان در ۲۲ سپتامبر ۱۹۹۲ منتشر شد. اولین تک‌آهنگ آلبوم، «روحشان شاد»، یک کلیپ ویدیویی همراه با الهام از فیلم کوتاهی از هیئت ملی فیلم کانادا به نام همسایه‌ها داشت.

### سال‌های ۱۹۹۶–۱۹۹۴: تغییر ترکیب و آلبوم در انتظار خط پانچ
قبل از حضور گروه در جشنوارهٔ مانستر آو راک در تابستان ۱۹۹۴، گیر گروه را ترک کرد تا در زمینهٔ مدیریت هنرمند فعالیت کند. مایک منجینی در درام جانشین او شد.
در انتظار خط پانچ، اولین آلبومی که منجینی را در سه قطعه (پل‌گیری قبل از ترک در بقیه آلبوم پخش کرد)، در ۷ فوریه ۱۹۹۵ منتشر شد. تک‌آهنگ‌های «Hip Today ", "Unconditionally» و «Cynical» منتشر شدند، اما این آلبوم موفقیت‌آمیز فروش تجاری نداشت. اکستریم پس از تور در سال ۱۹۹۶ با شرایط دوستانه منحل شد، زمانی که بتنکورت تصمیم گرفت برای دنبال کردن یک حرفهٔ انفرادی آنجا را ترک کند.

### سال‌های ۲۰۰۳–۱۹۹۷: تقسیم و ون هیلن
به توصیهٔ ری دنیلز، مدیر سابق اکستریم، در سال ۱۹۹۶، گری چرون به یکی از موفق‌ترین بازیگران راک جهان، ون هیلن پیوست. در سال ۱۹۹۶، طرفداران ون هیلن با خروج سخت دو تن از موفق‌ترین خوانندگان موسیقی راک مقابله کردند: اول دیوید لی راث، رهبر اصلی گروه (۱۹۸۵–۱۹۷۴)، و سپس سمی هیگار، که از سال ۱۹۸۵ به عنوان رهبر گروه ون هیلن حضور داشت. در این وضعیت نابسامان و بسیار عمومی، چرون وارد شد که گیتاریست ادی ون هیلن بعدها او را «همسر موزیکال» نامید. در سال ۱۹۹۸، ون هیلن با پشتیبانی چرون، آلبوم ون هیلن ۳ را منتشر کرد.
ون هیلن ۳ حرکتی برای گروه بود؛ تجربی، گاهی اوقات آکوستیک، و از نظر اجتماعی آگاهانه، غزلی. شباهت کمی به راک کلاسیک قبلی گروه داشت.
ون هیلن ۳ در جدول آلبوم بیلبورد برتر ۲۰۰ به رتبهٔ ۴ رسید و تنها در ایالات متحده بیش از ۵۰۰۰۰۰ نسخه فروخت. با این حال، طبق استانداردهای ون هیلن، این یک شکست بود. همهٔ ۱۲ آلبوم قبلی آنها همگی بیش از دو میلیون نسخه تنها در ایالات متحده فروخته بودند و دو آلبوم تنها در ایالات متحده بیش از ده میلیون نسخه فروخته بودند و پنج آلبوم استودیویی قبلی همگی به رتبهٔ ۱ جدول آلبوم بیلبورد ۲۰۰ رسیده بودند. تور ون هیلن موفقیت‌آمیز بود. با این حال، مانند سال‌های گذشته موفق نبود.
در اواخر سال ۱۹۹۹، پس از اینکه آلبوم دوم ون هیلن با چرون توسط وارنر رکوردز «پس فرستاده شد»، چرون گروه را ترک کرد. او بعداً گروه Tribe of Judah را تشکیل داد که آلبومی به نام از الویس خارج شوید را در سال ۲۰۰۲ منتشر کرد. در سال ۲۰۰۵، چرون یک سی دی نمونه چهار آهنگ با عنوان باید بیشتر بگویم منتشر کرد.
در سال ۱۹۹۷، نونو بتنکورت اولین آلبوم انفرادی خود را با نام شیزوفونیک منتشر کرد. در سال ۱۹۹۸ او گروهی به نام Mourning Widows را تشکیل داد که در آن سال آلبومی با عنوان گروه و آلبوم بعدی به نام ارواح مبله برای اجاره در سال ۲۰۰۰ منتشر کرد. پس از فروپاشی آن گروه، او آلبوم انفرادی دیگری را با نام پروژهٔ جمعیت ۱ در سال ۲۰۰۲ منتشر کرد. با به دست آوردن اعضای جدید برای تور، او تصمیم گرفت نام جمعیت ۱ را حفظ کند و اولین انتشار به عنوان یک گروه یک ای پی پنج آهنگی با عنوان جلسات از اتاق ۴ در سال ۲۰۰۴ بود. آنها سپس نام گروه را به DramaGods تغییر دادند و در سال ۲۰۰۵ یک سی دی بعدی با عنوان عشق ایجاد کردند. نونو، همراه با هم گروه‌های خود کوین فیگویرودو و استیو فرلازو، سپس به همکاری با پروژهٔ پارتی ماهواره‌ای پری فارل ادامه دادند.
بهترین‌های اکستریم: ترکیب تصادفی اتم‌ها؟، یک مجموعهٔ ۱۳ آهنگی «بهترین‌های» اکستریم که شامل قطعاتی از سه آلبوم اول استودیویی است، در سال ۱۹۹۸ منتشر شد. اکستریم – مجموعه، مجموعهٔ بعدی شامل ۱۵ قطعه از چهار آلبوم اول استودیویی، در سال ۲۰۰۲ منتشر شد.

### سال‌های ۲۰۱۰–۲۰۰۴: اصلاحات و آلبوم Saudades de Rock

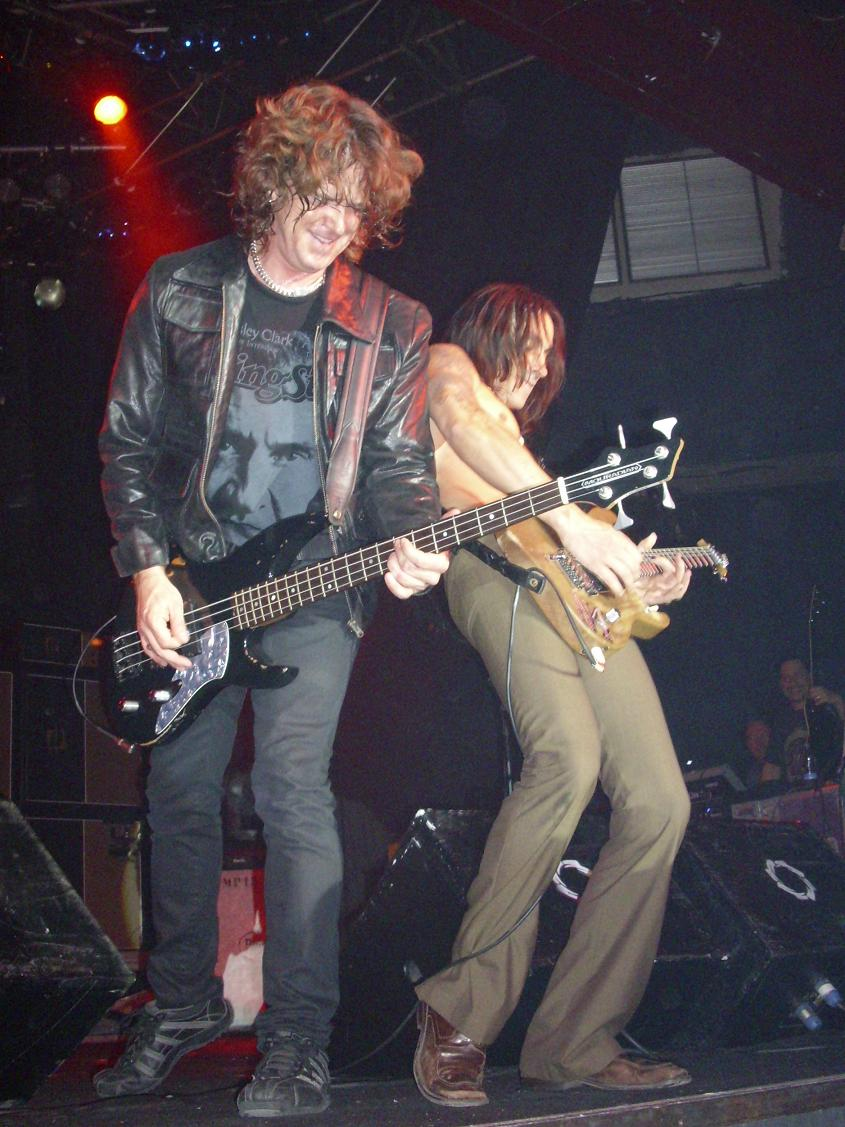
پت بجر نوازندۀ بیس و نونو بتنکورت نوازندۀ گیتار که در سال ۲۰۰۸ به صورت زنده اجرا می‌کنند. بتنکورت یکی از دو عضو ثابت اکستریم است.

اکستریم برای یک تور کوتاه در سال ۲۰۰۴ با نوازندگی در آزور (اوت)، در زادگاه آنها بوستون در سالگرد ایستگاه رادیویی اف ام WAAF (۱۹ سپتامبر) و همچنین چند کنسرت در ژاپن (ژانویه ۲۰۰۵) اصلاح شد. پس از یک وقفه در سال ۲۰۰۵، گروه در سال ۲۰۰۶ با گروه «کلاسیک» پورنوگرافیتی (از جمله پل گری) بازگشت تا یک تور کوچک سه نمایش را در نیوانگلند برگزار کند.
در ژوئیه ۲۰۰۷، بتنکورت از گروه Satellite Party برای یک دیدار مجدد با گروه اکستریم با چرون و پت بجر کنار رفت. در ۲۶ نوامبر ۲۰۰۷، گروه برنامه‌های خود را برای یک تور جهانی در تابستان ۲۰۰۸ با گروه King's X و همچنین تاریخ انتشار آلبوم جدید خود، Saudades de Rock، که توسط بتنکورت تهیه شده بود، اعلام کرد. کوین فیگوئرادو، که با بتنکورت در DramaGods و Satellite Party اجرا می‌کرد، وظایف درام گروه را بر عهده گرفت. درامر اصلی پل گری همچنان با گروه مشغول بود، البته در یک موقعیت مدیریتی. تک‌آهنگ‌هایی از این آلبوم در مای‌اسپیس از جمله «ستاره» در دسترس است. این آلبوم در ۲۸ ژوئیه ۲۰۰۸ در فرانسه، ۴ اوت ۲۰۰۸ در اروپا و ۱۲ اوت ۲۰۰۸ در ایالات متحده منتشر شد.
گروه سپس تور جهانی ما را زنده بگیر را با حمایت King's X در ایالات متحده و Hot Leg در بریتانیا و تاریخ‌های مختلف دیگر در اروپا و آسیا در تمام سال ۲۰۰۸ آغاز کرد. در سال ۲۰۰۹، گروه به تور خود ادامه داد و همراه با گروه رت، تور East Meets West را عنوان کرد. تاریخ پایانی این تور، در زادگاهشان بوستون، ماساچوست، برای انتشار اولین دی وی دی زندهٔ گروه به نام ما را زنده بگیر ضبط شد.

### سال‌های ۲۰۱۵–۲۰۱۰: وقفه، صدمه بزن، و پروژه‌های دیگر
طبق مصاحبهٔ دسامبر ۲۰۱۰ با چرون، اکستریم در حال نوشتن مطالب جدید برای آلبوم جدیدی بود که در آن زمان قصد داشتند در سال ۲۰۱۱ منتشر کنند. چرون در همان مصاحبه در پاسخ به این سؤال که آیا گروه آلبوم جدید را به تنهایی تولید خواهد کرد یا یک تهیه‌کنندهٔ خارجی خواهد داشت، پاسخ داد: «دربارهٔ چند نفر صحبت می‌شود. خیلی خوب است که یک نام A-list دریافت کنم. من نمی‌دانم که آیا این اتفاق می‌افتد، تهیه‌کنندهٔ رؤیایی من احتمالاً ریک روبین است که کار جانی کش، رد هات چیلی پپرز و نیل دایمند را تمام کرده است. اما به دلیل برنامه‌های متناقض با بتنکورت که از ریانا در تور او در سال ۲۰۱۱ حمایت می‌کرد، برنامه‌ریزی برای رفتن به استودیو به سال ۲۰۱۲ موکول شد.
همچنین در سال ۲۰۱۰ شایعاتی در مورد نمایش‌های یادبود احتمالی برای اکستریم ۲: پورنوگرافیتی با توجه به بیستمین سالگرد این ضبط آغاز شد. سرانجام، در سال ۲۰۱۲، در ابتدا یک رشتهٔ کوچک از چنین برنامه‌هایی در ژاپن تأیید شد که نشان‌دهندهٔ بازگشت کامل فعالیت‌های گروه پس از وقفه‌ای بود که بتنکورت در تور همراه با ریانا بود، و همچنین پروژه‌های جانبی دیگر توسط اعضای دیگر، به‌ویژه صدمه بزن چرون. اکستریم قرار بود در آوریل ۲۰۱۳ تور استرالیا را برگزار کند، با ریچی کوتزن به عنوان حمایت کننده، اما به دلیل تضاد برنامه‌ریزی با تور ریانا در آمریکای شمالی در سال ۲۰۱۳، برنامه‌ها لغو شد. آنها سپس اولین نمایش خود را در سنگاپور برگزار کردند.

### سال‌های ۲۰۱۵–اکنون: آلبوم شش
در مصاحبه‌ای در ماه مه ۲۰۱۵ با ادی ترانک، گری چرون، خواننده گفت که اکستریم در حال نوشتن و نمایش مطالب جدید برای پیگیری Saudades de Rock بوده است و در پاییز برای شروع ضبط وارد استودیو خواهد شد.
در مصاحبه‌ای در سپتامبر ۲۰۱۶، نونو بتنکورت، نوازندهٔ گیتار، فاش کرد که اکستریم روی تقریباً ۱۷ آهنگ برای آلبوم جدید خود کار کرده است و افزود: «ما حدود ۱۷ آهنگ را وارد آن کرده‌ایم. ما فقط آنها را جمع‌بندی می‌کنیم. «ما باید به آرامی اما مطمئناً آواز کار کنیم، کمی هم گیتار.» وی همچنین عنوان کرد که انتظار می‌رود این آلبوم در اوایل سال ۲۰۱۷ منتشر شود. با این حال، این به نتیجه نرسید و تا اواسط سال ۲۰۲۲، زمانی که چرون پیشرفت کند آلبوم را در مصاحبه‌ای با ادی ترانک تکرار کرد و آهنگ‌ها را به عنوان «برخی از بهترین چیزها» توصیف کرد که نونو و [او] نوشته‌اند.»

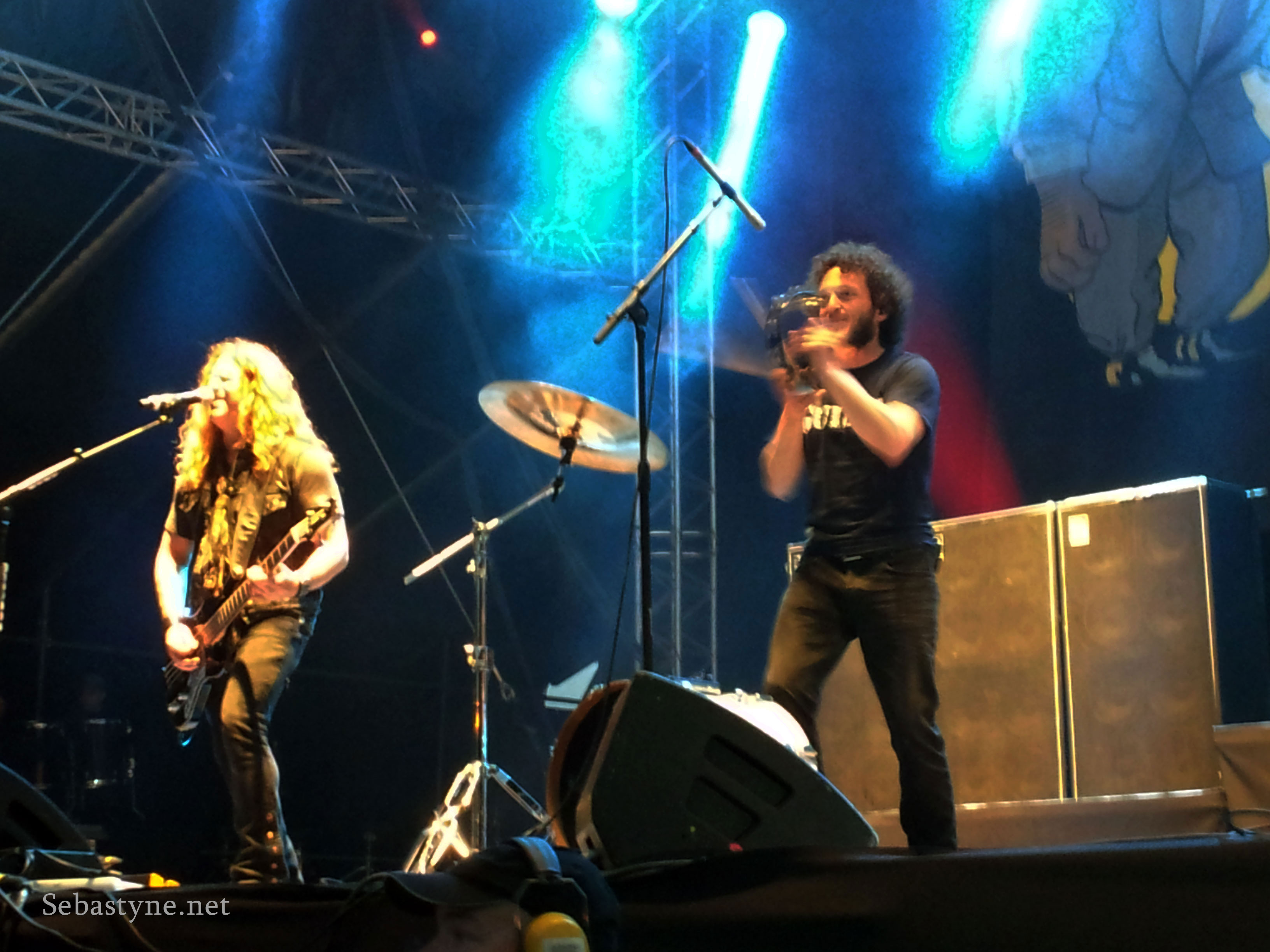
اجرای اکستریم در سال ۲۰۱۵

در سال ۲۰۱۶، گروه Pornograffitti Live 25: Metal Meltdown را منتشر کرد، یک نمایش صوتی/تصویری از کنسرت سال ۲۰۱۵ خود در کازینو هارد راک لاس وگاس.
در ژوئن ۲۰۱۸، اکستریم به همراه مستر بیگ تور استرالیا را برگزار کرد که اولین تور از استرالیا و اولین تور اکستریم در قاره از سال ۱۹۹۳ بود. آنها پس از تور استرالیا به تور کوالالامپور، سنگاپور، بانکوک و تایپه رفتند.
تیتراژ اکستریم شیروک ۲۰۱۹ در کنار گروه هارد راک اسکاتلندی نازارث، در ۱۹ اکتبر ۲۰۱۹، گروه در هند در مقابل بیش از ۳۰۰۰۰ طرفدار در Ukhrul اجرا کرد.
در ۱۷ فوریه ۲۰۲۳، گروه شروع به انتشار یک تیزر متفاوت در هر روز کرد تا در ۲۸ فوریه به پایان برسد. در ۱ مارس ۲۰۲۳، اکستریم تک‌آهنگ «Rise» را منتشر کرد و اعلام کرد که آلبوم شش در ۹ ژوئن همان سال منتشر خواهد شد. در ۱۹ آوریل ۲۰۲۳، اکستریم ویدیوهای رسمی «Banshee» و «#Rebel» را در کانال یوتیوب خود منتشر کرد.

## اعضای گروه

### اعضای کنونی
- گری چرون - خوانندهٔ اصلی (۱۹۹۶–۱۹۸۵، ۲۰۰۴، ۲۰۰۵، ۲۰۰۶، ۲۰۰۷ تا کنون)
- نونو بتنکورت – گیتار، کیبورد، پیانو، پشتیبان و خوانندهٔ اصلی، سازهای برنجی و ارکستراسیون (۱۹۹۶–۱۹۸۵، ۲۰۰۴، ۲۰۰۵، ۲۰۰۶، ۲۰۰۷ تا کنون)
- پت بجر – بیس، بک خواننده (۱۹۹۶–۱۹۸۵، ۲۰۰۶، ۲۰۰۷–اکنون)
- کوین فیگوایردو – درام، سازهای کوبه‌ای، گاه به گاه بک خواننده (۲۰۰۷–اکنون)

### اعضای پیشین
- پل گری – درام، سازهای کوبه‌ای، گاه به گاه بک آواز (۱۹۹۴–۱۹۸۵، ۲۰۰۴، ۲۰۰۶–۲۰۰۵؛ مهمان ویژه ۲۰۱۷)
- مایک منجینی – درام، سازهای کوبه‌ای (۱۹۹۶–۱۹۹۴، ۲۰۰۴؛ مهمان ویژه سه نمایش در سال ۲۰۰۶)
- کارل رستیوو – بیس، بک خواننده (۲۰۰۴)
- استیو فرلازو – کیبورد (۲۰۰۴)
- لوران دووال – بیس، بک خواننده (۲۰۰۵)

## ترانه‌شناسی
- اکستریم (۱۹۸۹)
- اکستریم ۲: پورنوگرافیتی (۱۹۹۰)
- سومین جنبه‌های هر داستان (۱۹۹۲)
- در انتظار خط پانچ (۱۹۹۵)
- Saudades de Rock (۲۰۰۸)
- شش (۲۰۲۳)

## تورهای کنسرت
- تور اکستریم
- تور پورنوگرافیتی
- تور سومین جنبه‌های هر داستان
- تور در انتظار خط پانچ
- تور مینی تجدید دیدار ۲۰۰۴ (آزور، پرتغال)
- تور تجدید دیدار ۲۰۰۵ (ژاپن)
- مینی تور ۲۰۰۶ تجدید دیدار (منطقه نیوانگلند، ایالات متحده)
- تور جهانی ما را زنده کن ۲۰۰۸
- تور زنده پورنوگرافیتی ۲۰۱۴
- تور ۲۵امین سالگرد پورنوگرافیتی ۲۰۱۵
- تور ۲۰۱۶
- تور ۲۰۱۷
- تور استرالیا ۲۰۱۸ با مستر بیگ
- تور ۲۰۱۹
- ضخیم‌تر از خون ۲۰۲۳ با لیوینگ کالر